# Kaja Kallas
Kaja Kallas, estonska političarka, * 18. junij 1977, Talin.
Je nekdanja poslanka v Evropskem parlamentu (2014–2018), od leta 2018 vodi Reformne stranke. V preteklosti je bila odvetnica, specializirana za evropsko in estonsko konkurenčno pravo, med letoma 2011 do 2014 je bila članica Riigikoguja. Od 26. januarja 2021 do 23. julija 2024 je bila predsednica vlade Estonije.
Od 1. decembra 2024 je visoka predstavnica Evropske unije za zunanje zadeve in varnostno politiko ter podpredsednica Evropske komisije. 

## Mladost in izobraževanje
Rodila se je 18. junija 1977 v Talinu. Je hči Siima Kallasa, nekdanjega estonskega predsednika vlade in evropskega komisarja.
Leta 1999 je na univerzi v Tartuju diplomirala iz prava. Od leta 2007 je obiskovala estonsko poslovno šolo, kjer je leta 2010 diplomirala iz ekonomije EMBA (Master of Business Administration).  

## Poklicna kariera
Kaja Kallas je od leta 1999 članica estonske odvetniške zbornice, od leta 2002 pa odvetnica. Od 26. marca 2011 je v estonski odvetniški zbornici neaktivna članica. Bila je partnerica v odvetniški pisarni Luiga Mody Hääl Borenius in Tark & Co, delala pa je kot izvršna trenerka v Estonski poslovni šoli. Je tudi članica evropske protimonopolne zveze.
Novembra 2018 je Kaja Kallas objavila delo MEP. 4 aastat Euroopa Parlamendis (Evropska poslanka: Štiri leta v Evropskem parlamentu), v katerem opisuje svoje življenje in delo v Bruslju med letoma 2014 in 2018. 

## Politična kariera

### 2010–2014: Poslanka estonskega parlamenta
Leta 2010 se je Kallasova odločila, da se bo pridružila estonski reformni stranki. Leta 2011 je kandidirala na parlamentarnih volitvah in prejela 7.157 glasov. Bila je poslanka 12. parlamenta Estonije in od leta 2011 do 2014 predsedovala Odboru za ekonomske zadeve.

### 2014–2018: Evropska poslanka
Na evropskih volitvah leta 2014 je Kallasova prejela 21.498 glasov. V Evropskem parlamentu je bila članica Odbora za industrijo, raziskave in energetiko. Bila je podpredsednica delegacije pri Odboru za parlamentarno sodelovanje med EU in Ukrajino ter članica delegacije v parlamentarni skupščini Euronest in delegacije za odnose z Združenimi državami Amerike.
Kaja Kallas je bila poleg nalog v odboru tudi članica integrirane skupine Evropskega parlamenta o digitalni agendi in podpredsednica mladinske integrirane skupine. V času, ko je bila evropska poslanka, je delala na strategiji enotnega digitalnega trga, energetski in potrošniški politiki, pa tudi na področju odnosov z Ukrajino. Zlasti se je zavzela za pravice malih in srednje velikih podjetij ter trdila, da meje v digitalnem svetu preprečujejo nastanek inovativnih podjetij. Je zagovornica inovacij in pogosto poudarja, da predpisi ne morejo in ne smejo ovirati tehnološke revolucije.
Kallasova je bil poročevalka za šest poročil: mnenje o t. i. uredbi e-zasebnosti, civilnopravnega pravila o robotiki in o letnem poročilu o konkurenčni politiki EU ter o doseganju novega posla za potrošniške energije, zakonodaje o kršitvah in sankcijah po meri in samoiniciativnega poročila o enotnem digitalnem trgu.  V času, ko je bila v parlamentu, je bila nominirana tudi za evropsko mlado voditeljico (EYL40).

### Vrnitev k državni politiki politiki
13. decembra 2017 je vodja Reformske stranke Hanno Pevkur napovedal, da se januarja 2018 ne bo več potegoval za ponovni mandat voditelja stranke, in za naslednico predlagal Kajo Kallas. Po preučitvi ponudbe je 15. decembra napovedala, da bo sprejela povabilo in kandidirala.  3. marca 2019 je Reformna stranka pod vodstvom Kallasove na splošnih volitvah zmagala s približno 29 % glasov, vladajoča stranka Estonskega centra pa je prejela 23 %.

### Predsednica vlade Estonije
Po korupcijski aferi, ki je sprožila odstop vlade Jűrija Ratasa, je Kaja Kallas 26. januarja 2021 prisegla kot nova estonska predsednica vlade.
V drugi polovici leta 2021 je svetovna energetska kriza povzročila motnje tudi v estonskem gospodarstvu; podjetja so bila prisiljena začasno zapreti, javnost pa je zaprosila za pomoč države pri plačilu visokih cen elektrike in ogrevanja. Kaja Kallas se je sprva uprla pozivom k vladni pomoči in predlagala, da bi morala vlada iskati dolgoročne rešitve, namesto da bi delila državne ugodnosti, in da prosti trg ne bi smel zahtevati doslednega vladnega posredovanja, da bi ohranjali vzdržnost življenja. Energetska kriza je skoraj povzročila razpad koalicijske vlade. Kallasova je v govoru dejala, da so visoki stroški zemeljskega plina skupaj z rusko-ukrajinsko krizo povzročili zvišanje cen energije in da so ukrepi zelene energije, ki jih je sprejela Estonija, omejili, kaj lahko vlada stori za obvladovanje krize. Januarja 2022 je Kallasova objavil 245 milijonov evrov vreden načrt za znižanje stroškov energije od septembra 2021 do marca 2022. Energetska kriza je vplivala tudi na priljubljenost Kallasove v Estoniji.
Med rusko-ukrajinsko krizo je trdila, da je plinovod Severni tok 2 "geopolitični projekt in ne gospodarski" in pozvala, naj se ga prekine. Navedla je tudi, da je odvisnost Evrope od ruskega zemeljskega plina pomemben politični problem. Januarja 2022 je dala zavezo, da bo Estonija podarila havbice Ukrajini za pomoč pri obrambi pred morebitno rusko invazijo, v pričakovanju nemške odobritve, saj so bile te prvotno kupljene tam. Ker je Nemčija odlašala z odgovorom, je Estonija v prvih tednih februarja 2022 namesto havbic poslala protitankovske rakete Javelin ameriške izdelave. Po ruskem priznanju Ljudskih republik Doneck in Lugansk je Kallasova od Evropske unije zahteval uvedbo sankcij proti Rusiji. Zaradi vodenja med rusko-ukrajinsko krizo je bila doma večkrat deležna pohval.
Potem ko se je 24. februarja leta 2022 začela ruska invazija na Ukrajino, je Estonija skupaj z drugimi zaveznicami sprožila 4. člen zveze NATO. Kallasova je obljubila podporo Ukrajini, tako politično kot materialno. Do aprila 2022 je bilo Ukrajini predanih 0,8 % estonskega BDP na prebivalca v vojaški opremi. Kallasovo so tako v Estoniji kot na mednarodni ravni in v tujini hvalili kot vodilni proukrajinski glas v vojni, New Statesman pa jo je imenoval "nova železna lady Evrope". Odločno je podprla tudi sprejem Ukrajine v Evropsko unijo in zatrdila, da je to "moralna dolžnost". V času ruske invazije na Ukrajino je vlada Kaje Kallas sprejela tudi odločitev za odstranitev sovjetskih oz. komunističnih simbolov in spomenikov po državi. To naj bi bil domnevno tudi razlog, da je bila v začetku leta 2024 vpisana v register ruskega notranjega ministrstva iskanih oseb zaradi kazenskih obtožb. Šlo je za prvi znan primer, da so ruske oblasti predsednika vlade katere od držav dodale v register. Kallas je nalog zavrnil kot "taktiko prestraševanja" Rusije.
Prva vlada Kaje Kallas je zaradi spora o politiki socialnega varstva prišla v politično krizo, iz vlade je izstopila levo usmerjene Stranke centra. Kaja Kallas je odstopila 14. julija 2022, 18. julija istega leta pa prisegla kot predsednica nove vlade, v kateri sta poleg njene Reformne stranke sodelovali še konservativna stranka Isamaa in socialdemokrati.

### Visoka predstavnica EU
28. junija 2024 je bila Kaja Kallas predlagana za visoko predstavnico Unije za zunanje zadeve in varnostno politiko. Evropski parlament bo potrdilno glasovanje predvidoma julija. Uradno je z mesta estonske predsednice vlade odstopila 15. julija, vendar je ostala na položaju do ustanovitve nove vlade 22. julija.
Funkcijo visoke predstavnice je prevzela 1. decembra 2024 in postala tudi podpredsednica Evropske komisije. Prav tega dne se je skupaj z novo visoko evropsko komisarko za širitev Marto Kos in novim predsednikom Evropskega sveta Antoniem Costo odpravila na obisk v Kijev v podporo v času ruske invazije.

## Zasebno
Leta 2002 se je poročila s Taavijem Veskimägijem, estonskim politikom in poslovnežem, ki je bil tudi finančni minister. Ločila sta se leta 2014 in imata sina. Leta 2018 se je poročila z Arvom Hallikom, bankirjem in investitorjem, ki ima iz prejšnje zveze dva otroka.
Kaja Kallas poleg svoje materne estonščine tekoče govori angleško, rusko in francosko.

## Druge dejavnosti
- Prijatelji Evrope, član upravnega odbora (od leta 2020)
- Evropski svet za zunanje odnose (ECFR), članica
- Ženski ekonomski forum, svetovalka
- Vzorec Evropske unije Talin, pokroviteljica
- Evropska liberalna mladina, mentorica
- Evropski mladi voditelji, članica
- Erasmus za mlade podjetnike, ambasadorka
- Evropski ljubitelji knjižnic, ambasadorka
- Evropski internetni forum, politični član
- Evropski forum za obnovljive vire energije, članica razširjenega odbora
- Globalni mladi voditelji, članica
- Politične voditeljice, članica
- Evropska mreža za podjetniško izobraževanje, ambasadorka